# Народная партия России (партия Гдляна)
Народная партия России (НПР, она же «Партия Гдляна») — российская политическая партия, созданная в 1991 году. Первоначально популистская партия радикально-демократического направления, после 1994 года сменила ориентацию на центристскую.

## История
Инициатором создания Народной партии России стал популярный в конце 1980-х — начале 1990-х годов борец с коррупцией и мафией Тельман Гдлян. 7 ноября 1990 года, выступая на митинге демократических сил, он заявил о необходимости создания «подлинно народной партии». Одним из возможных названий было «радикально-демократическая».
В начале весны Т. Гдлян отправился в двухмесячную (с перерывами) поездку по России, во время которой искал сторонников для своей будущей партии. По завершении агитационного турне по регионам 19 мая 1991 года в Зеленограде состоялся Учредительный съезд Народной партии России (НПР). Делегаты съезда приняли Программное заявление и устав, выбрали Политсовет и сопредседателей новой партии — Т. Гдляна и Олега Бородина (народный депутат СССР (1989—1991), был членом Комитета Верховного Совета СССР по законодательству и Межрегиональной депутатской группы). На момент создания в НПР входили по словам самого Гдляна 5719 человек. Согласно декларации партия находилась в открытой оппозиции существующему режиму, с которым собиралась бороться внепарламентскими, но ненасильственными методами Новая партия была зарегистрирована Минюстом РФ 25 сентября 1991 года (Рег. №315).
Вскоре после своего создания НПР вступила в Движение «Демократическая Россия».
В декабре 1991 года в партии по словам Олега Бородина, состояли около 6 000 человек. На тот момент НПР уже позиционировала себя как либеральнo-демократическая партия, главным принципом которой был принцип «не человек для государства, а государство для человека». Превыше всего партия ставила суверенитет личности, выступая за разделение властей и создание демократического пространства.
14 января 1992 года был создан политический блок «Новая Россия», объединивший помимо НПР Социал-демократическую партию России (СДПР), Крестьянскую партию России (КПР) и Социал-либеральное объединение РФ (СЛО РФ). В феврале к блоку присоединились Российская социал-либеральная партия (Владимир Филин) и Союз «Молодая Россия» (Дмитрий Глинский), в сентябре — Христианско-демократический союз России (Александр Огородников), в апреле 1993 года — Российское общественное объединение военнослужащих и ветеранов ВС «Ассамблея» (включало в свой состав 26 организаций, насчитывающих до 2 млн человек, лидер — Василий Садовник), в июне — Российская буржуазно-демократическая партия (Евгений Бутов).
Блок «Новая Россия» и входившие в него организации находились в жёсткой оппозиции к Съезду народных депутатов России, одновременно объявляя о «критической» поддержке реформаторского курса российского руководства, выражая несогласие с тем как эти реформы осуществляются на деле. Впрочем вскоре и НПР и Блок «Новая Россия» перешли в оппозицию к правительству Бурбулиса—Гайдара, из-за чего партия вышла из состава движения «ДемРоссия», которое на тот момент поддерживало политику правительства «молодых реформаторов». Народная партия также критиковала и президента Б. Ельцина за осуществляемый им «номенклатурный вариант реформ», неудачную кадровую политику и непоследовательность в проведении радикальной экономической реформы и реформы правоохранительных органов. В то же время партия поддерживала президента в борьбе с депутатской оппозицией, а позже одобрила президентский проект Конституции, выставленный на референдум 12 декабря 1993 года.
20—21 июня 1992 года в Москве прошёл II съезд Народной партии России, на котором было принято новое Программное заявление и поправки к уставу, а также сформирован новый состав Политсовета. Сопредседателями НПР остались Т. Гдлян и О. Бородин (вышел из НПР в январе 1993 года).
Весной 1993 года руководители НПР принимали активное участие в работе Общественного комитета демократических организаций России, ставшего фактически штабом кампании в поддержку Б. Ельцина во время проведения референдума 25 апреля.
19 октября 1993 года состоялся III съезд НПР, на котором было решено участвовать в выборах в Государственную думу I созыва в составе блока «Новая Россия». Делегаты утвердили список кандидатов в депутаты Государственной думы которые должны были быть включены в избирательный список блока «Новая Россия». Также на съезде был изменён устав, благо чему были расширены полномочия руководящих органов в решении внутрипартийных вопросов, а бюро Политсовета переименовано в исполком. Принять участия в выборах «Новая Россия» не смогла, не сумев собрать 100 тысяч подписей за регистрацию своего списка. Сам Гдлян пытался баллотироваться в Думу по одномандатному округу, но потерпел поражение.
В начале 1994 года НПР приостановила своё участие в блоке «Новая Россия». После неудачи с попыткой участия в выборах 1993 года партия резко снизила активность. На следующих выборах в Госдуму в декабре 1995 года НПР не стала выставлять свой список, в то же время ряд членов партии баллотировались как независимые кандидаты по одномандатным округам. Так, Т. Гдлян выдвинул свою кандидатуру по Бабушкинскому избирательному округу №192 в Москве и на этот раз одержал победу. Став депутатом Государственной думы II созыва он вступил в депутатскую группу «Российские регионы».
В марте 1996 года руководство партии вело переговоры об объединении с СДПР и Российской партией социальной демократии, которые так и не были доведены до конца.
На президентских выборах летом 1996 года Гдлян поддержал кандидатуру Б. Ельцина.
Обязательную перерегистрацию в срок до 31 декабря 1998 года НПР не прошла.

## Программа и Устав Народной партии России
Своей главной целью НПР «построение демократического правового государства, обеспечение национальных интересов в процессе эволюционного возрождения России, обеспечение правопорядка, безопасности и социальной защиты граждан», для чего по её мнению было необходимо построить президентскую республику. Партия декларировала конституционализм, сочетая его с правом народа на защиту демократии «любыми средствами». Высшим приоритетом деятельности государства провозглашалась защита прав, свобод и интересов человека, отмежёвываясь от такой интерпретации идеи «великой державы», которая могла бы нанести ущерб этим правам и свободам. НПР выступала за устройство России в виде федерации, за «обеспечение реального равенства прав и обязанностей всех субъектов», наряду с предоставлением широких прав самоуправления для «городов, сел», объединений трудящихся.
В области национальных отношений НПР была против предоставление каких-либо преимуществ по этническому признаку, считая это грубейшим нарушением прав граждан России. В области культуры и образования НПР выступала «за очищение духовных истоков народной жизни, за возвращении нравственных ценностей, любви к своему народу, к своей культуре, к родной земле, к своей семье». В то же время, считая нравственной, духовной опорой государства и общества возрождаемые национальные традиции и ценности, НПР считала необходимым возрождать не все традиции, а «жизнеспособные и прогрессивные».
В сфере экономики НПР считала необходимым построить «открытую рыночную экономику с относительно небольшой долей государственного сектора» с обязательной её интеграцией в мировое хозяйство. Партия выступала за быструю приватизацию, равноправие всех форм собственности и поощрение предпринимательства. В области социальной политики НПР в защиту как защита экономических свобод человека, так и за обеспечение его социальной защиты.
На территории бывшего СССР НПР считала желательным создание нового Союза на добровольной основе, с условием что суверенитет всех государств Союза останется в полной неприкосновенности.
Целями уставной деятельности провозглашались:
- решительная замена тоталитаризма системой подлинного народовластия на основе российской государственности, выражающей интересы народа;
- становление экономической политики государства, призванной предотвратить установление частного произвола и в то же время не допустить возврата тотально-государственного принуждения;
- построение государства на принципах социальной справедливости, создание необходимых условий для экономического, социального и культурного прогресса, обеспечение экологически безопасного состояния окружающей среды, рационального природопользования, гуманной демографической политики.